# 澳門輕軌鐵路建造研究方案
澳門輕軌鐵路建造研究方案是指建澳門輕軌前所作出的鐵路建造研究方案，最終澳門政府採納了社會各界的意見，以第三份研究方案──《軌道輕鐵系統優化方案》作為建設澳門輕軌的落實方案。2001年，澳門特別行政區行政長官何厚鏵所發表的《2002年財政年度施政報告》中提出為解決城市交通問題，政府將會引入全新集體運輸系統。隨後，於2002年，政府委託香港地鐵有限公司(現 港鐵公司)為澳門軌道運輸系統進行切步研究。
由2002年至落實興建共出現了四份不同方案，分別為《澳門架空捷運系統——初期可行性研究》、《澳門軌道捷運系統可行性硏究及初步選線方案》、《軌道捷運系統深化研究》及《軌道捷運系統優化方案》。

## 興建源由
澳門特區政府因應預料每年突破2,000萬人次遊客、新落成的酒店及賭場，以及認為澳門的巴士及的士及相關交通網絡難以應付。因此需要興建新的集體運輸系統，紓緩交通擠塞問題及改善環境污染。

## 輕軌系統第一期研究方案

### 《澳門架空捷運系統――初期可行性研究》
澳門政府自2002年開始，委託香港地鐵公司為澳門的城市軌道交通系統進行研究。2003年2月19日，時任運輸工務司司長歐文龍聯同香港地鐵公司代表出席澳門立法會第一常設委員會會議，介紹《澳門架空捷運系統――初期可行性研究》報告。
報告建議的系統採用架空輕軌方案，首期系統總造價約為27至30億澳門元，採用公私合營投資方式。首期系統由批出合約到建成通車預計需時30個月，當時計劃於2006年開通。首期系統由關閘出發，使用當時建設中的西灣大橋過海至澳門國際機場為終點，全長17公里，共設15站點。次期則連接機場至路氹城邊檢大樓，以及當時興建中的澳門蛋。 系統主要以旅客為服務對象，報告估計旅客將佔整體乘客量的85%，預計的初期乘客量則為每日43,000人次。該報告初步估算，輕軌系統的單程票價定為7元，另設20元的旅客日票。
報告發表後，坊間的意見主要集中在系統未能照顧澳門居民的交通需要，沿海邊行走的定線對景觀的破壞，以及系統是否具成本效益 等問題。
2003年4月15日，歐文龍以鄰近地區以至全球經濟出現不明朗因素為理由，決定暫緩輕軌的建設計劃。

#### 路線
第一期路線由關閘出發，沿海邊經港珠澳大橋澳門接駁點、外港碼頭，經由西灣大橋過海至氹仔，以澳門國際機場作為終點站，路線全長17公里，共設15站點。第二期路線則由機場連接至路氹城邊檢大樓及澳門蛋。

### 《澳門軌道捷運系統可行性硏究及初步選線方案》

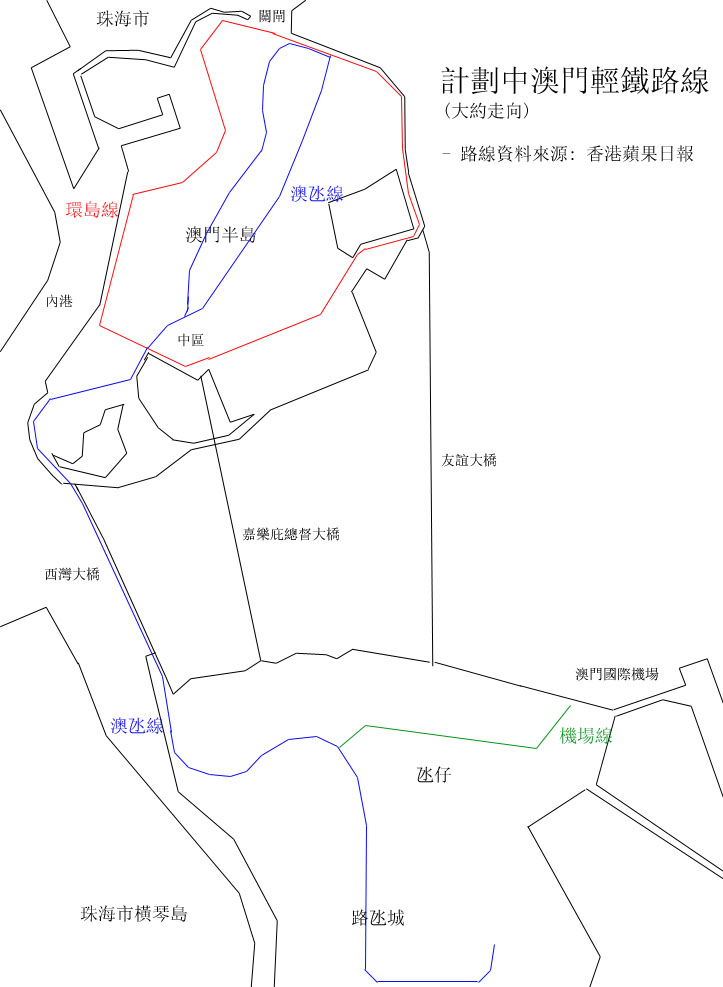
澳門輕軌初步選線方案

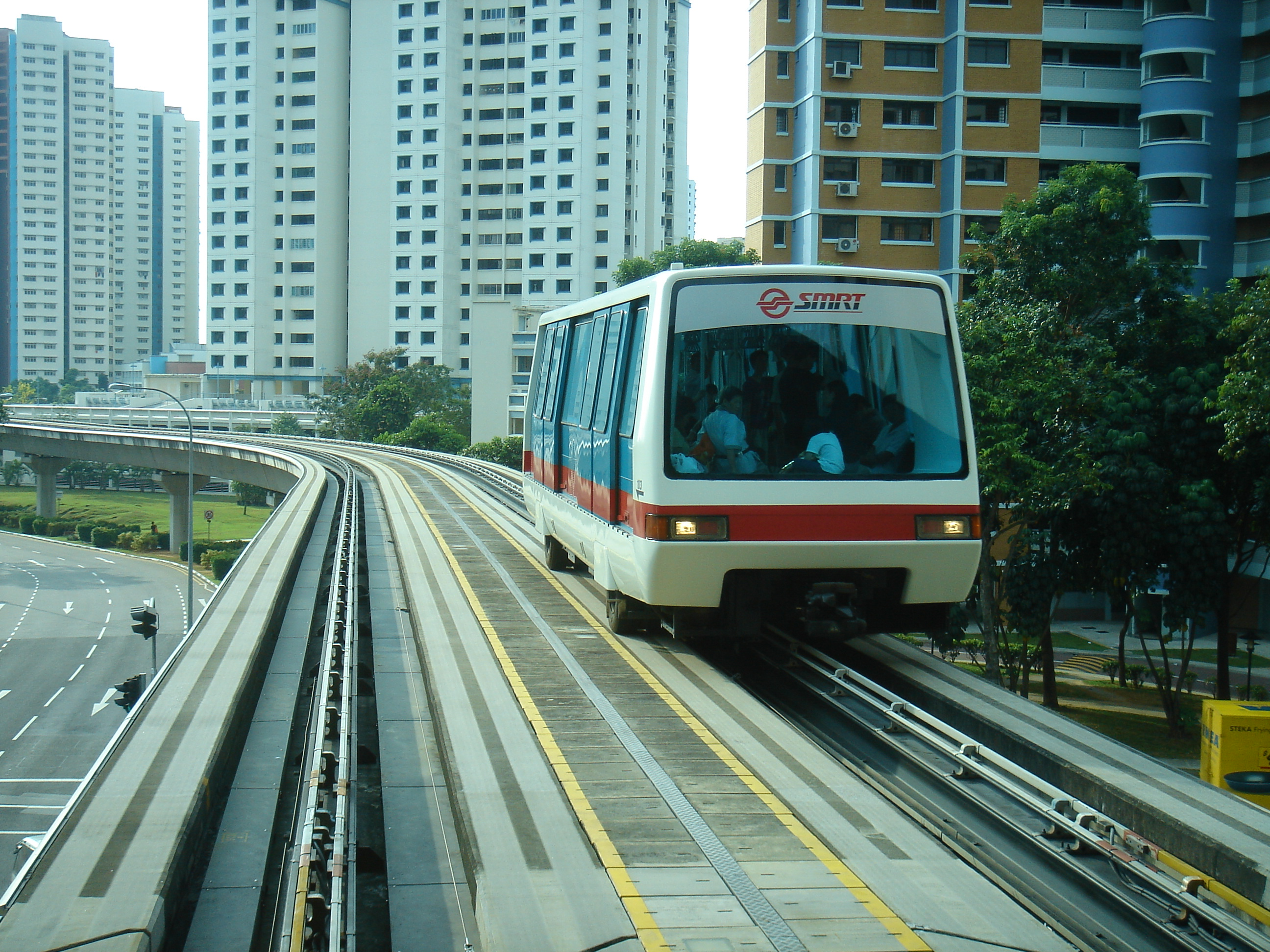
新加坡輕軌武吉班讓線的列車

2005年2月，香港地鐵公司完成第二份名為《澳門軌道捷運系統可行性硏究》的顧問研究報告，並訂定了初步選線方案。系統捨棄高架捷運方案，採用地底及架空結合方案，以免影響澳門歷史城區的世界文化遺產景觀。工程總投資額約為120億澳門元，整個系統建成需時八年。計劃的輕鐵採用類似新加坡輕軌列車系統的列車，每列兩至四卡車，每卡可載客180人。
在2005年年底啟用連接澳門半島及氹仔的西灣大橋的下層，實際上已預留通道供輕軌使用。

#### 路線
香港地鐵公司建議的方案中，澳門輕軌共有三條路線: 環島線、澳氹線、機場線。整個系統覆蓋澳門半島及氹仔島大部份住宅、商業及旅遊區。在繁忙時段每兩分鐘一班車，而非繁忙時段則每五至六分鐘一班車。
環島線環繞澳門半島外環，總長約10公里，10個車站，行車時間約18分鐘。該線的輕鐵車站包括：明珠填海區站、十六號碼頭站、港澳碼頭站、立法會、關閘站（以連接拱北的出入境關卡，及計劃中的廣珠城際軌道交通）。
澳氹線南北走向的貫通澳門半島，使用西灣大橋下層連接澳門半島及氹仔，總長約14公里，14個車站，行車時間約23分鐘。
機場線是接駁澳氹線至澳門國際機場，總長約3公里，4個車站，行車時間約5分鐘。該線的輕鐵車站包括機場站、氹仔市中心站以及氹仔碼頭站。

### 《軌道捷運系統深化研究》

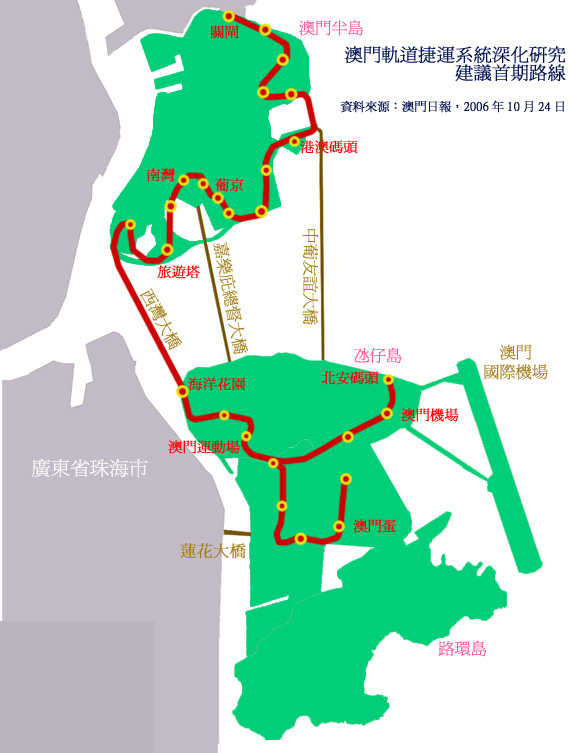
澳門《軌道捷運系統深化研究報告》建議的首階段建設線路

2006年10月23日，澳門政府根據香港地鐵公司的顧問研究報告以及公眾諮詢的意見，發表《軌道捷運系統深化研究》方案。首階段工程投資額約為四十二億澳門元，工程需時約四年。
首階段方案中只設一條路線，採用完全架空的輕軌方案，以降低成本，加快工期。政府將會繼續研究半島環島線、半島東西線、以及氹仔環島線的可行性，亦不排除將來的路線會有地底線路。2006年10月底，澳門政府就《軌道捷運系統深化研究》全面諮詢公眾意見，為期半年。

#### 路線
深化方案中，澳門輕軌首階段只會建設一條路線。整個系統覆蓋澳門半島及氹仔島部份住宅、商業及旅遊區，以及主要出入境口岸。澳門半島端從關閘出發，大致上以順時針方向繞東部海邊行駛，至澳氹大橋前轉入葡京以及南灣市中心。使用西灣大橋下層連接澳門半島及氹仔。於氹仔分成兩條支線，一條前往澳門國際機場及北安碼頭，另一條轉入蓮花大橋口岸及澳門蛋。總長約廿二公里，共設二十六個車站。在繁忙時段每三分鐘一班車，而非繁忙時段則每四至六分鐘一班車。

### 《澳門輕軌系統優化方案2007》
澳門政府於2007年7月13日公布的《輕軌系統優化方案》內容與《軌道捷運系統深化研究》相似。方案指出澳門政府已經決定興建輕鐵；工程將會在2008年動工。所有的工程開支合共42億澳門元，全部由澳門政府支付，由香港的地鐵有限公司(現 港鐵公司)以及國際機構合組的公司共同興建，冀望於2011年落成首階段工程及啟用。

#### 路線
輕鐵首期工程只會建設一條路線，全長20公里，雙向行車軌道，由關閘站經西灣大橋到達氹仔碼頭站，沿線合共23個輕鐵站。具體路線與《深化報告》大致相同，但於黑沙環、新口岸、南灣以及氹仔上的輕鐵站則有某程度上的修改。

### 《輕軌系統第一期2009興建方案》
運輸基建辦公室公怖《輕軌系統第一期2009興建方案》，落實興建澳門輕軌，興建方案原預計2010年招標並動工，2014年投入運作。而且當年計劃是整段一起興建並營運。但輕軌因招標及走線爭議延至2012年初氹仔段正式動工，第一期氹仔段（氹仔碼頭站至海洋站）會按照此方案計劃來興建並且預計在2016年通車。第一期澳門半島段因走線爭議而作出調整，因而需延至2018或2019年落成。

#### 路線
輕軌首期最終的路線全長21公里，其中南灣站至媽閣站的隧道段長約2.6公里，雙向行車。路線與《澳門輕軌系統優化方案2007》最大的不同：南灣站至媽閣站之間由高架方式轉為地底方式，目的是保護媽閣廟的世遺景觀及南西灣湖的城市景觀。輕軌系統由關閘站出發沿澳門半島東面進入黑沙環後，沿友誼大馬路及孫逸仙大馬路至澳門文化中心轉入倫敦街，轉向西面經宋玉生公園站到媽閣站，再經西灣大橋到達氹仔，經馬會站等站往南到路氹城蓮花口岸站，再轉向北方經東亞運站往機場站及氹仔碼頭站等站，共21個站。

#### 《輕軌澳門半島北段公開諮詢》

##### 路線改動
- 澳門半島北段

澳門輕軌第一期工程把青洲站納入，澳門半島輕軌北段走線將重新開展公眾咨詢再定線，而關閘站也改到在關閘邊檢大樓旁邊，而且必須經過關閘拱門上方。
- 澳門半島南段

2014年6月3日，澳門輕軌第一期新口岸段由最初經倫敦街、在宋玉生廣場設站、然後經波爾圖街轉入城市日大馬路。現在改為經過金蓮花站後一直沿孫逸仙大馬路，然後再轉入城市日大馬路，中途在新增填海的地方設立科學館站，全部以高架的方式行走。